# El Tepocate
El Tepocate är en ort i Mexiko.   Den ligger i kommunen Abasolo och delstaten Guanajuato, i den centrala delen av landet, 280 km väster om huvudstaden Mexico City. El Tepocate ligger 1 693 meter över havet och antalet invånare är 436.
Terrängen runt El Tepocate är varierad. Runt El Tepocate är det ganska tätbefolkat, med 116 invånare per kvadratkilometer. Närmaste större samhälle är Abasolo, 7,0 km öster om El Tepocate. Trakten runt El Tepocate består till största delen av jordbruksmark.